# Jerzy Kubalewski
Jerzy Kubalewski (ur. 23 lutego 1930 w Raduczu, zm. 10 lipca 1996) – polski odlewnik, poseł na Sejm PRL VI i VII kadencji (1972–1980). 

## Życiorys
Ukończył Szkołę Przysposobienia Zawodowego w Szczecinie. Jako odlewnik pracował początkowo w tamtejszych Zakładach Mechanicznych „Ursus”, a od 1950 w ZM „Gorzów”. W 1952 przystąpił do Polskiej Zjednoczonej Partii Robotniczej. W jej OOP był członkiem egzekutywy, a także II sekretarzem. Zasiadał również w egzekutywie Komitetu Zakładowego partii. W 1972 i 1976 uzyskiwał mandat posła na Sejm VI i VII kadencji w okręgu Gorzów Wielkopolski. Zasiadał w Komisjach Przemysłu Ciężkiego i Maszynowego (VI kadencja) oraz Nauki i Postępu Technicznego, jak również Przemysłu Ciężkiego, Maszynowego i Hutnictwa (VII kadencja). Ponadto był działaczem związków zawodowych i Ligi Obrony Kraju.
Pochowany na cmentarzu komunalnym w Gorzowie Wielkopolskim (4A/6/1).

## Odznaczenia
- Złoty Krzyż Zasługi
- Brązowy Krzyż Zasługi
- Medal 30-lecia Polski Ludowej